# De sterrensteen
De sterrensteen is een stripverhaal uit de reeks van Suske en Wiske. Het werd geschreven door een scenario- en tekenteam onder leiding van Peter Van Gucht en Luc Morjaeu. De eerste albumuitgave was op 12 december 2008.

## Locaties
Dit verhaal speelt zich af op de volgende locaties:
- België, dierentuin, Antarctica, de Zuidpool, Princess Elisabeth Antarctica, onderaardse grot

## Personages
In dit verhaal komen de volgende personages voor:
- Gids van de dierentuin, Wiske, Lambik, Suske, professor Barabas, Jerom, tante Sidonia, piloot, wetenschappers,  Nederlandse toeristen, buitenaardse wezens

## Uitvindingen
In dit verhaal spelen de volgende uitvindingen mee:
- de Cornetteau (miniversie van de Stalen Mol[1])

## Het verhaal
Suske, Wiske en Lambik gaan naar de dierentuin. Als ze terugkomen is professor Barabas bij het huis van Lambik. Hij vertelt dat het Belgische Zuidpoolstation Princess Elisabeth Antarctica, dat onderzoek doet naar het klimaat op aarde, hem om hulp heeft gevraagd. Er heeft zich tijdens de boringen namelijk een aardbeving voorgedaan. Er is een noodoproep ontvangen en de vrienden vertrekken, Suske en Wiske gaan stiekem mee. Tijdens hun vliegreis wordt hun vliegtuig door een vreemd object geraakt en maakt een noodlanding, waarna de piloot spoorloos verdwijnt.
Suske, Wiske, Lambik, Sidonia en Jerom reizen in de Cournetteau naar het poolstation, waar iedereen blijkt te zijn verdwenen. 's Nachts worden de vrienden gewekt door een vreemd geluid. Lambik en Jerom volgen per sneeuwscooter de sneeuwsporen. Professor Barabas ontdekt vervolgens dat het voorwerp dat vastzat de enorme zuigsnuit van een mug is. Lambik en Jerom zien een lichtbron via een geboord gat waardoor licht schijnt. Onder het ijs treffen ze een verlaten kamp aan, waar ze met behulp van een camera een soort edelsteen opmerken. Ze besluiten in de grot af te dalen.
In het poolstation zelf ondertussen dringen reuzeninsecten het kamp binnen. Ze vertellen dat ze de heerschappij van de mens willen beëindigen. Ook Lambik en Jerom komen een enorm insect tegen en redden hun vrienden in het poolstation. In een dagboek ontdekken Suske, Wiske, Lambik, Sidonia, Barabas en Jerom dat de vorige expeditie tegen de regels in een terrarium met insecten had meegenomen. Een gevangengenomen insect spreekt over een sterrensteen, maar krimpt vervolgens en kan niet meer praten. De vrienden gaan naar een onderaardse grot en zien de sterrensteen, het is een meteoriet die mutaties veroorzaakt waardoor de insecten reusachtig zijn geworden.
Dan vallen de insecten de vrienden aan. Een insect doet Lambik op de sterrensteen vallen. Hierdoor wordt hij supersterk, groeien zijn haren en in de Cornetteau wordt hij de hulk. De vrienden willen de sterrensteen weer onder het ijs verbergen met behulp van de Cornetteau. Ze ontdekken de gevangen wetenschappers en bevrijden hen. Jerom en Lambik vechten, maar Lambik blijkt sterker te zijn en neemt de steen mee. Nederlandse toeristen zagen het kamp, maar vluchten voor Lambik. Jerom kan de sterrensteen in het heelal smijten, maar ook hij muteert hierdoor. Ten slotte neemt de invloed van de steen af en veranderen Lambik en Jerom terug in hun ouwe zelf. Vervolgens gaan ze naar huis. De steen zorgt er in het heelal voor dat een buitenaards wezen in een monster muteert.

## Achtergronden bij het verhaal
- Insecten die groter worden is een gegeven dat al eerder in de stripreeks werd gebruikt, onder meer in De wolkeneters, Het drijvende dorp en De woeste wespen.
- De "Cournetteau" is een woordspeling op het chocoladeijsje met nootjes, Cornetto. Tegelijk lijkt het ook een knipoog naar

ontdekkingsreiziger Cousteau.
- De afbeeldingen van het gebouw Princess Elisabeth Antarctica in het verhaal zijn gemaakt met toestemming van de International Polar Foundation. Het gebouw Princess Elisabeth Antarctica is een creatie die beschermd wordt door de wet betreffende het auteursrecht en de naburige rechten.